# Zygogynum oligostigma
Espèce
Statut de conservation UICN

 EN B1+2c : En danger
(1998) 
Zygogynum oligostigma est une espèce de plantes à fleurs de la famille des Winteraceae. C'est un arbuste endémique à la Nouvelle-Calédonie.

## Description
C'est un arbuste de 2 à 4 m de haut aux rameaux grêles.
Les grandes fleurs, d'un jaune pâle à orangé, teintées de pourpre intérieurement, sont solitaires ou sur des inflorescences partielles.

## Répartition et habitat
La plante est endémique au centre-est de la Grande Terre, dans la région de Kouaoua-Poro, en forêt dense humide et dans le maquis, sur des sols érodés de substrat ultramafique.
L'espèce n'est pas située dans des zones protégées et est menacée par l'exploitation minière et les feux de forêt.